# Pax Ottomana
Pax Ottomana, latim para "paz otomana", é um termo usado para descrever a estabilidade econômica e social alcançada nas províncias conquistadas pelo Império Otomano, que no auge do seu poder durante os séculos XVI e XVII, se expandiu para os Balcãs, Anatólia, o Oriente Médio, África do Norte e Cáucaso.
O termo é usado pelos historiadores e escritores que têm uma visão positiva sobre o domínio otomano para sublinhar o impacto positivo deste fato sobre as regiões conquistadas. Comparam favoravelmente com a instabilidade experimentada antes da conquista otomana e com o período após a Primeira Guerra Mundial, quando somente Anatólia Oriental e a Trácia permaneceram sob dominío turco.
O termo é um derivado do Pax Romana, "paz romana".